# Jekyll & Hyde (игра)
«Jekyll and Hyde» (с англ. — «Джекилл и Хайд») — приключенческая видеоигра от Cryo Interactive, которая была выпущена для Microsoft Windows в 2001 году. Игра основана на новелле 1886 года «Странная история доктора Джекила и мистера Хайда» Роберта Луи Стивенсона. Планировалась версия игры для PlayStation 2, но в конечном итоге она была отменена.

## Геймплей
В этой игре, действие которой происходит в Лондоне 1890 года, игрок играет роль доктора Джекилла, чья миссия состоит в том, чтобы спасти свою дочь Лори от похитителей, вернув за одну ночь некоторые таинственные и волшебные артефакты и одну книгу. У доктора Джекилла нет другого выбора, кроме как реактивировать своё лабораторное оборудование и вернуть своё ужасное альтер-эго, мистера Хайда.

## Рецензии
| Сводный рейтинг | Сводный рейтинг |
| Агрегатор       | Оценка          |
| --------------- | --------------- |
| GameRankings    | 43,54 %         |

Хотя звуковые эффекты игры хвалили, игра «Джекилл и Хайд» не получила много положительных отзывов от критиков. IGN заявил: «Хорошая озвучка, к сожалению, омрачается отсутствием анимации, когда персонажи говорят… Если в игре почти нет ничего хорошего, звук не может её спасти». GameSpot раскритиковал игру за сбивающие с толку ракурсы камеры и плохое управление, заявив, что «она больше похожа не на игру, а на пародию на жанр приключенческого боевика».